# Teudiselo
Teudiselo, rei dos Visigodos de Toledo entre 548 e 549.
Teudiselo foi Duque durante o reinado de Têudis e foi ele quem derrotou, no terreno, a invasão dos Francos em 541, bloqueando-os no desfiladeiros de Valcarlos. Os Francos subornaram-no para que ele lhes permitisse o regresso a França depois da derrota. 
Foi assassinado durante um banquete em Sevilha, ao que parece por uma coligação de homens com cujas mulheres Teudiseldo estava envolvido.